# Nigerianisch-osttimoresische Beziehungen
Die Beziehungen zwischen Nigeria und Osttimor beschreiben das zwischenstaatliche Verhältnis von Nigeria und Osttimor. 

## Geschichte
Nigeria und Osttimor nahmen 2004 diplomatische Beziehungen auf.
An der Unterstützungsmission der Vereinten Nationen in Osttimor (UNMISET) von 2002 bis 2005 und der Integrierten Mission der Vereinten Nationen in Timor-Leste (UNMIT) von 2006 bis 2012 beteiligte sich Nigeria mit Personal.
Beide Staaten gehören zur Bewegung der Blockfreien Staaten, zur AKP-Gruppe und zur Gruppe der 77.
2022 ernannte UN-Generalsekretär António Guterres die Nigerianerin Olufunmilayo Abosede Balogun-Alexander zur neuen United Nations Resident Coordinator in Timor-Leste.

## Diplomatie

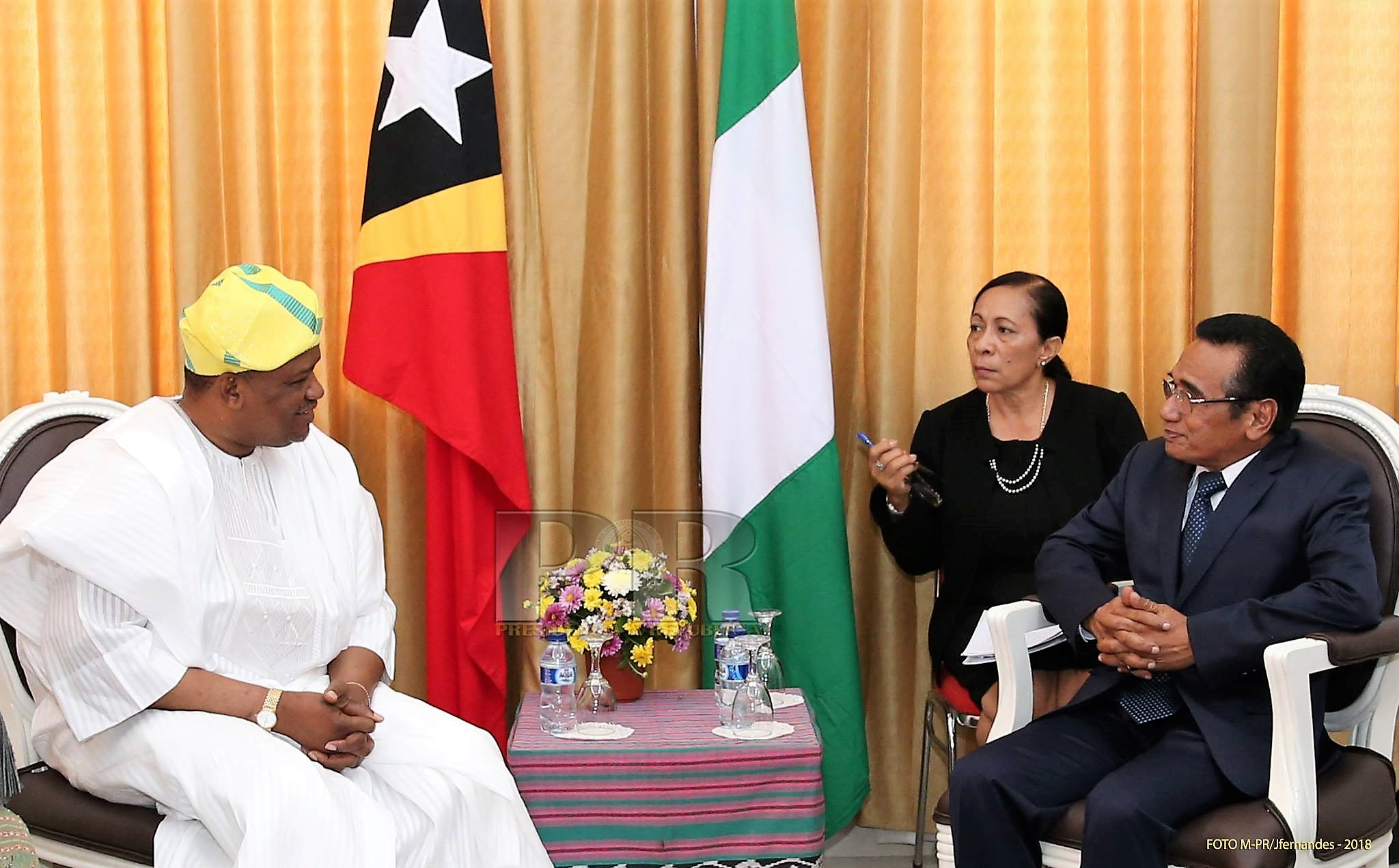
Nigerias Botschafter Hakeem Toyin Balogun und Osttimors Staatspräsident Francisco Guterres (2018)

Die beiden Staaten verfügen über keine diplomatischen Vertretungen im jeweils anderen Land. Der nigerianische Botschafter im indonesischen Jakarta ist auch für Osttimor akkreditiert.

## Einreisebestimmungen
Osttimoresische Staatsbürger brauchen für Nigeria ein Visum. Nigerianer erhalten bei ihrer Ankunft in Osttimor ein Touristenvisum.

## Wirtschaft
Für 2018 gibt das Statistische Amt Osttimors keine Handelsbeziehungen zwischen Nigeria und Osttimor an.